# Sport der Wehrmacht
Sport der Wehrmacht – Zeitschrift für Sport und Wissen in Heer, Luftwaffe und Marine war eine deutsche Fachzeitschrift. Sie wurde von 1932 bis 1938 im Stuttgarter Sport-Wehrmacht-Verlag herausgegeben und war Nachfolger der 1931 und 1932 erschienenen Zeitschrift Reichswehr-Sport – Fachblatt für den gesamten Sport in Heer und Marine.
Sport der Wehrmacht sah sich nach eigener Aussage als „Mittlerin zwischen Heer und Volk“. Berichtet wurde über verschiedene sportliche Veranstaltungen und Fragen des dienstlichen und außerdienstlichen Sports, wobei Wehrmachtsangehörige – insbesondere Sportoffiziere und Sportlehrer – ausdrücklich zur Mitarbeit aufgefordert waren. Die Zeitschrift erschien zweimal pro Monat, außerdem gab es monatlich eine Beilage.
Auf Befehl Nr. 4 des Alliierten Kontrollrats vom 13. Mai 1946 gehörte „Sport der Wehrmacht“ zu denjenigen Publikationen, die wegen ihres nationalsozialistischen und militaristischen Charakters aus öffentlichen Bibliotheken auszusondern waren.